# 阿爾巴尼亞 (桑坦德省)
阿爾巴尼亞是哥倫比亞的城鎮，位於該國東北部，由桑坦德省負責管轄，始建於1904年7月12日，面積156平方公里，海拔高度1,251米，2005年人口4,300，人口密度每平方公里27.56人。
5°45′41″N 73°55′04″W / 5.76139°N 73.9178°W